# Aristeus virilis
Aristeus virilis är en kräftdjursart som först beskrevs av Charles Spence Bate 1881.  Aristeus virilis ingår i släktet Aristeus och familjen Aristeidae. Inga underarter finns listade i Catalogue of Life.